# Magdalinus
Magdalinus är ett släkte av skalbaggar. Magdalinus ingår i familjen vivlar.

## Dottertaxa tillMagdalinus, i alfabetisk ordning[1]
- Magdalinus angulicollis
- Magdalinus armicollis
- Magdalinus asphaltina
- Magdalinus asphaltinus
- Magdalinus atramentaria
- Magdalinus atramentarius
- Magdalinus atrocyaneus
- Magdalinus barbicornis
- Magdalinus barbita
- Magdalinus barbitus
- Magdalinus brevirostris
- Magdalinus brunnipes
- Magdalinus carbonaria
- Magdalinus carbonarius
- Magdalinus carnifex
- Magdalinus cerasi
- Magdalinus duplicata
- Magdalinus duplicatus
- Magdalinus flavicornis
- Magdalinus frontalis
- Magdalinus languidus
- Magdalinus linearis
- Magdalinus melanocephalus
- Magdalinus morosa
- Magdalinus morosus
- Magdalinus nitida
- Magdalinus nitidipennis
- Magdalinus nitidus
- Magdalinus olyra
- Magdalinus pallida
- Magdalinus pallidus
- Magdalinus pandura
- Magdalinus phlegmatica
- Magdalinus phlegmaticus
- Magdalinus pruni
- Magdalinus punctirostris
- Magdalinus rufa
- Magdalinus rufus
- Magdalinus stygia
- Magdalinus stygius
- Magdalinus violaceus